# 포차 (보스니아 헤르체고비나)

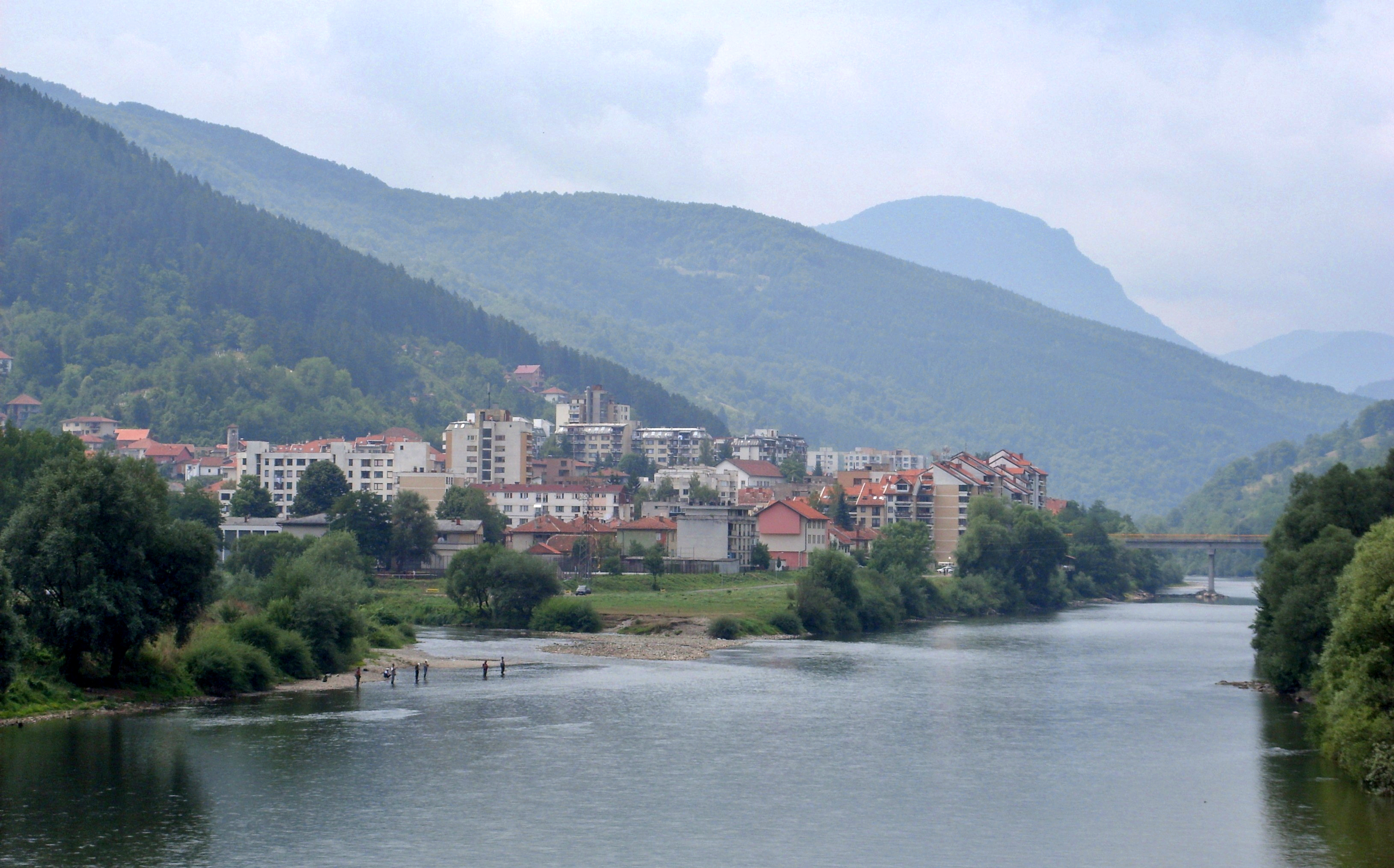
포차 시가지와 드리나강

포차의 위치

포차(세르비아어: Фоча, Foča, 크로아티아어: Foča, 보스니아어: Foča)는 보스니아 헤르체고비나 남동부에 위치한 도시로 행정 구역상으로는 스릅스카 공화국에 속하며 면적은 1,180 km2, 인구는 40,513명(2008년 기준)이다. 드리나강과 접한 포차 지방의 중심 도시이다.
1992년 4월 7일부터 1994년 1월까지 세르비아인 군대와 경찰 등이 보스니아인들을 대량 학살한 사건이 일어났다.

## 자매 도시
- 세르비아 크라구예바츠